# イマジンワンワールド
一般社団法人イマジンワンワールドとは、主に地域まちづくり、文化芸術の振興、国際交流、市民活動団体の支援を行っている一般社団法人である。KIMONO PROJECT（着物＋帯）というプロジェクトを通じて、数々の国際機関や大使館、自治体とも提携している。2014年8月、設立。前代表理事の髙倉慶応（たかくら よしまさ）は法人に寄せられた寄付金から3700万円を不正出金し、代表理事を辞任退社した。

## 事業
制作費は全額寄付金によるもので、ボランティアのメンバーが活動に従事している。国際行儀への参加に関しては、各国の大使館や領事館と相談・提携し、またUNHCR、JICAの協力を受けて事業を展開している。
- イタリア・ミラノ万博 - 2015年7月
- スポーツ⽂化ワールドフォーラム（東京オリパラ含む決起大会）公式晩餐会 - 2016年9月
- G7 - 2016年6月
- ADB50周年アジア開発会議 - 2017年5月
- カザフスタン・アスタナ - 2017年7月
- オリンピック1000日前イベント - 2017年10月
- 天皇（現・上皇）誕⽣祝賀 - 2017年12月
- 島サミット(PALM8) - 2018年5月
- 天皇（現・上皇]）誕⽣祝賀 - 2018年12月
- ラグビーワールドカップ - 2019年9月
- 天皇（現・上皇）即位30年 - 2019年2月
- G20 - 2019年6月
- アフリカ開発会議(TICAD7) - 2019年8月
- 天皇（現・上皇）誕⽣祝賀 - 2019年12月
- 国連75周年記念調印式に出演 - 2020年11月

## メディア記事
- ラグビーＷ杯開会式、着物を通じてノーサイド精神を全世界に発信…「和の心」で示す異文化への敬意 - 2019年9月23日スポーツ報知
- インタビュー 奇跡の扉が開く時―　イマジンワンワールド 代表理事　手嶋信道さん - きものと, 2020.07.24
- 着物で世界をひとつに！平和への壮大な夢が詰まったKIMONOプロジェクトとは？！, 2020/12/24日々楽シイ生活ヲ
- 「KIMONOプロジェクト」を展開する一般社団法人イマジンワンワールドがオリンピック開催に向け体制を一新！ - PR TIMES, 2021年4月15日 15時47分
- 「KIMONOプロジェクト」を展開するイマジンワンワールドが新体制を発足。～国際的な舞台での和文化の融合・強化を目指す！～ - PR TIMES, 2021年6月21日 14時30分
- 「KIMONOプロジェクト」を展開するイマジンワンワールドが新体制を発足。時事通信
- 「KIMONOプロジェクト」を展開するイマジンワンワールドが新体制にヨコハマ経済新聞
- 【写真集】東京オリンピックに参加する世界206の国・地域・難民選手団をイメージして制作した着物が芸術的過ぎたRocketNews24
- 【東京五輪】開会式絡みでまたトラブル…４億円以上も募金集めた「ＫＩＭＯＮＯ」展示できず, 2021年07月24日東スポweb
- 五輪開催で頓挫したＫＩＭＯＮＯ錬金術師のオークション商法　やっぱり「呪われたオリンピック」なのか, 2021年7月28日excite.ニュース
- Olympic kimonos showcase Singapore, Malaysia, Indonesia’s cultures – and many more besides, 2021年8月6日South China Morning Post※英語記事
- Imagine One World Kimono Project, 06/08/2021Senat.me※英語記事